# Klikker

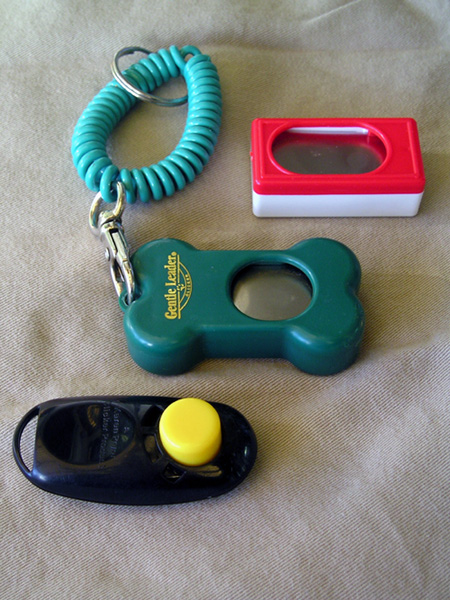
Különféle klikkerek

A klikker egy kattanó hangot kiadó eszköz. Az 1950-es évektől állatok (főként kutya és delfin) kiképzésére használják. A II. világháborúban ejtőernyősök használták társaik azonosítására. Ha egy kattintásra két kattanást kaptak válaszul, akkor az azt jelentette, hogy a másik katona a szövetségesük.
Állatok operáns kondicionálásához használják, ennek során először az állat megtanulja, hogy a klikkeléssel jutalom jár, később pedig a véletlenszerű viselkedéséből a megtanítandó viselkedés szempontjából hasznos elemet erősítik meg a klikkeléssel. A kondicionálás során kialakul a kutyában a pavlovi (feltételes) reflex. 
A klikker tréning kutatási alapjait három viselkedéskutató fektette le, Keller Breland, Marian Breland Bailey és Bob Bailey. 

## Működése
A klikker nem más, mint egy „klikk” hangot adó kis eszköz, ami általában egy műanyag borításból és benne egy apró fémlapból áll. A műanyag borításba egy rugós gomb van beépítve, ezzel nyomást gyakorolni a fémlapra, és így „átkattintani”. Az eszköz közben jellegzetes kattanó hangot ad ki. Vannak olyan klikkerek is, ahol a műanyag borítás egy kijelölt részét kell megnyomni a kattanó hang kiadásához.